# حسن‌آباد (کاغذکنان)
حسن‌آباد یکی از روستاهای استان آذربایجان شرقی است که در دهستان قافلانکوه شرقی بخش کاغذکنان شهرستان میانه واقع شده‌است. بر اساس سرشماری مرکز آمار ایران در سال ۱۳۸۵، جمعیت آن ۷۹ نفر (۲۱ خانوار) بوده‌است.
شغل اکثر مردم این روستا کشاورزی و دامداری است. زبان مردم این روستا ترکی آذربایجانی است. این روستا دارای آب و هوای نیمه مرطوب معتدل سرد می‌باشد و جهت وزش باد غالب در استان آ شرقی عموماً شمالی و غربی و در فصل بهار و تابستان عموماً جنوبِ شرقی و شرقی می‌باشد و میانگین بارش سالیانه ۲۸۲/۱ میلیمتر است.

## تصاویر

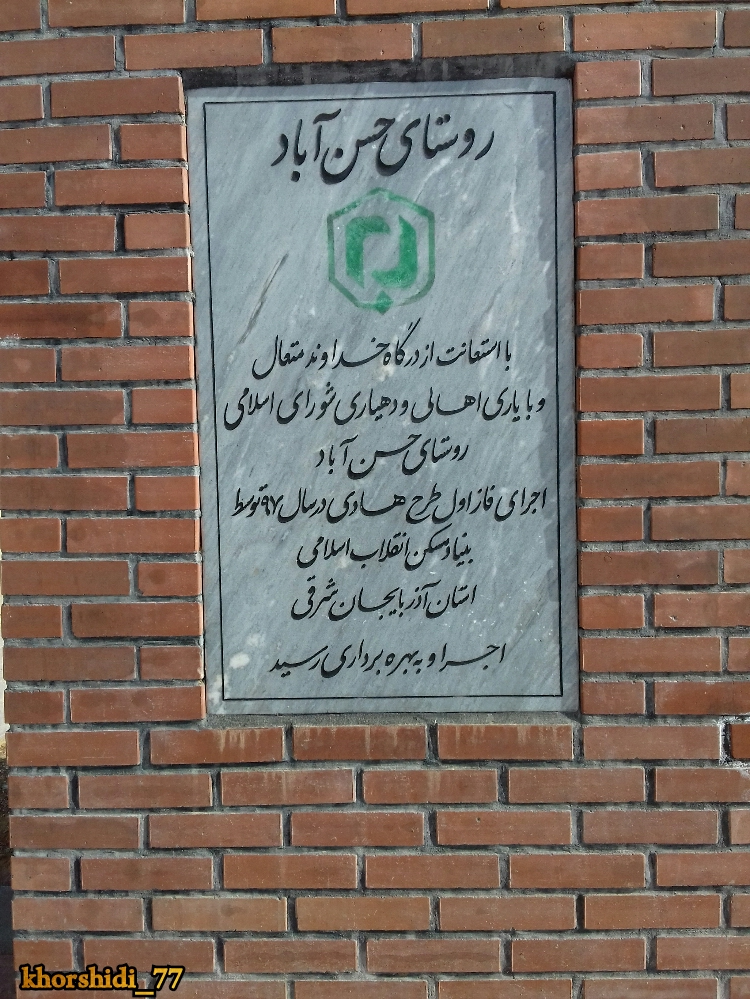
روستای حسن‌آباد
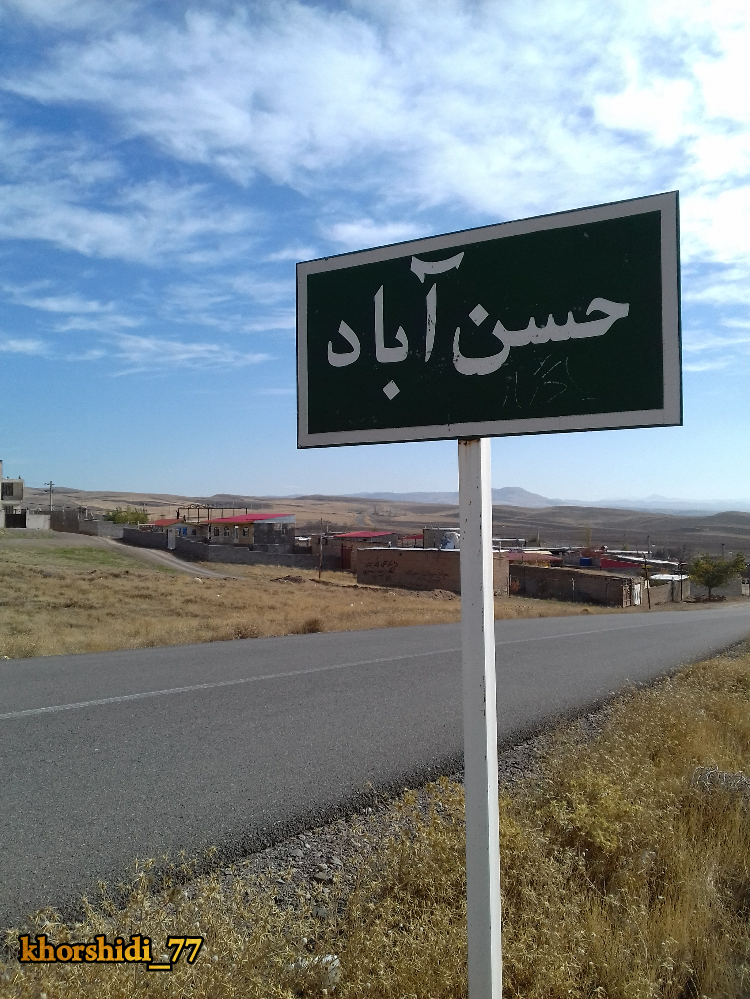
تابلوی روستا
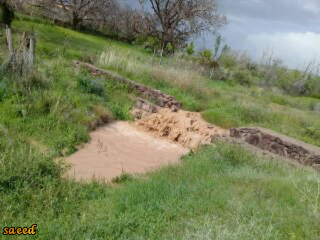
طبیعت حسن‌آباد
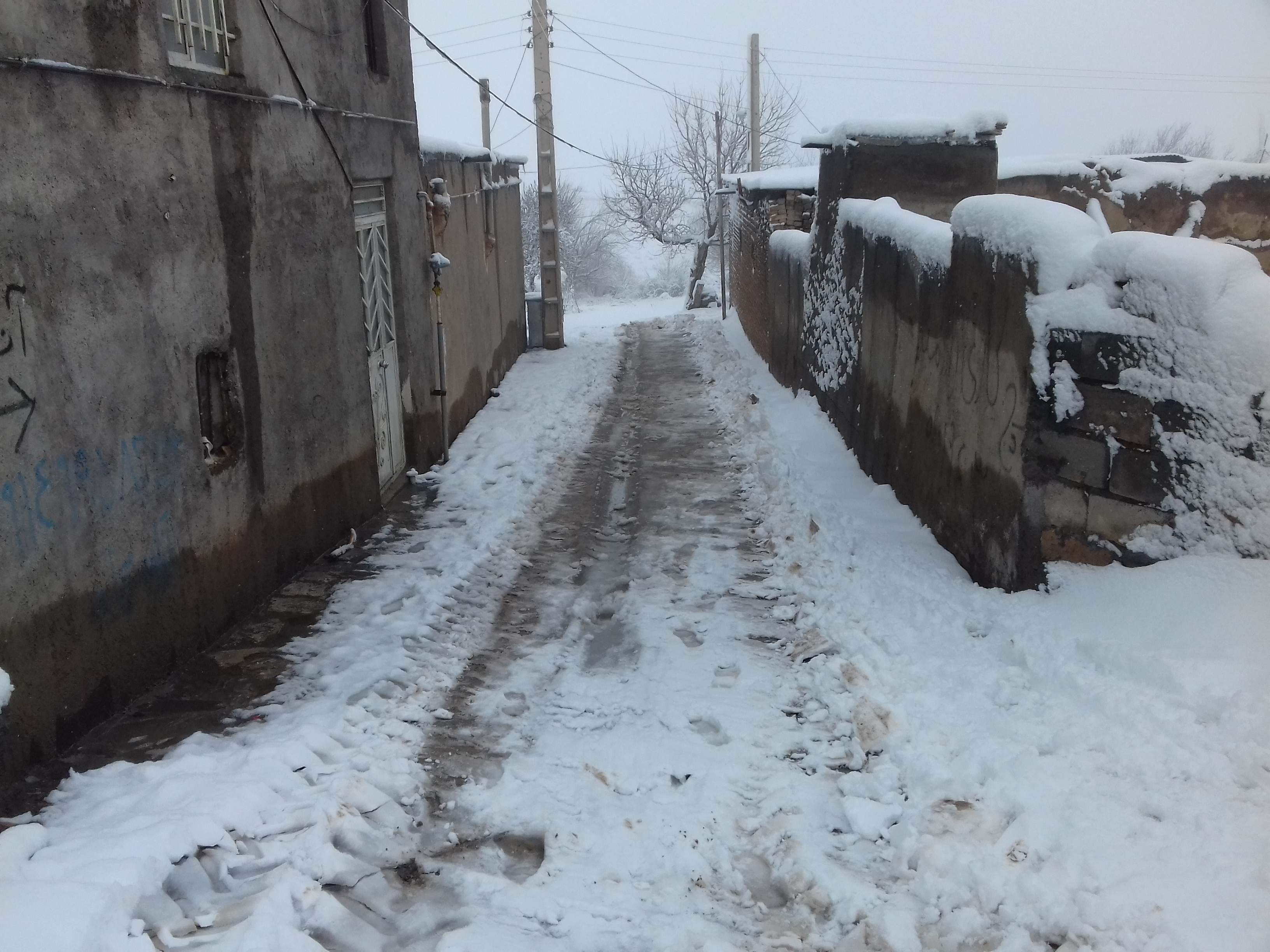
روز برفی
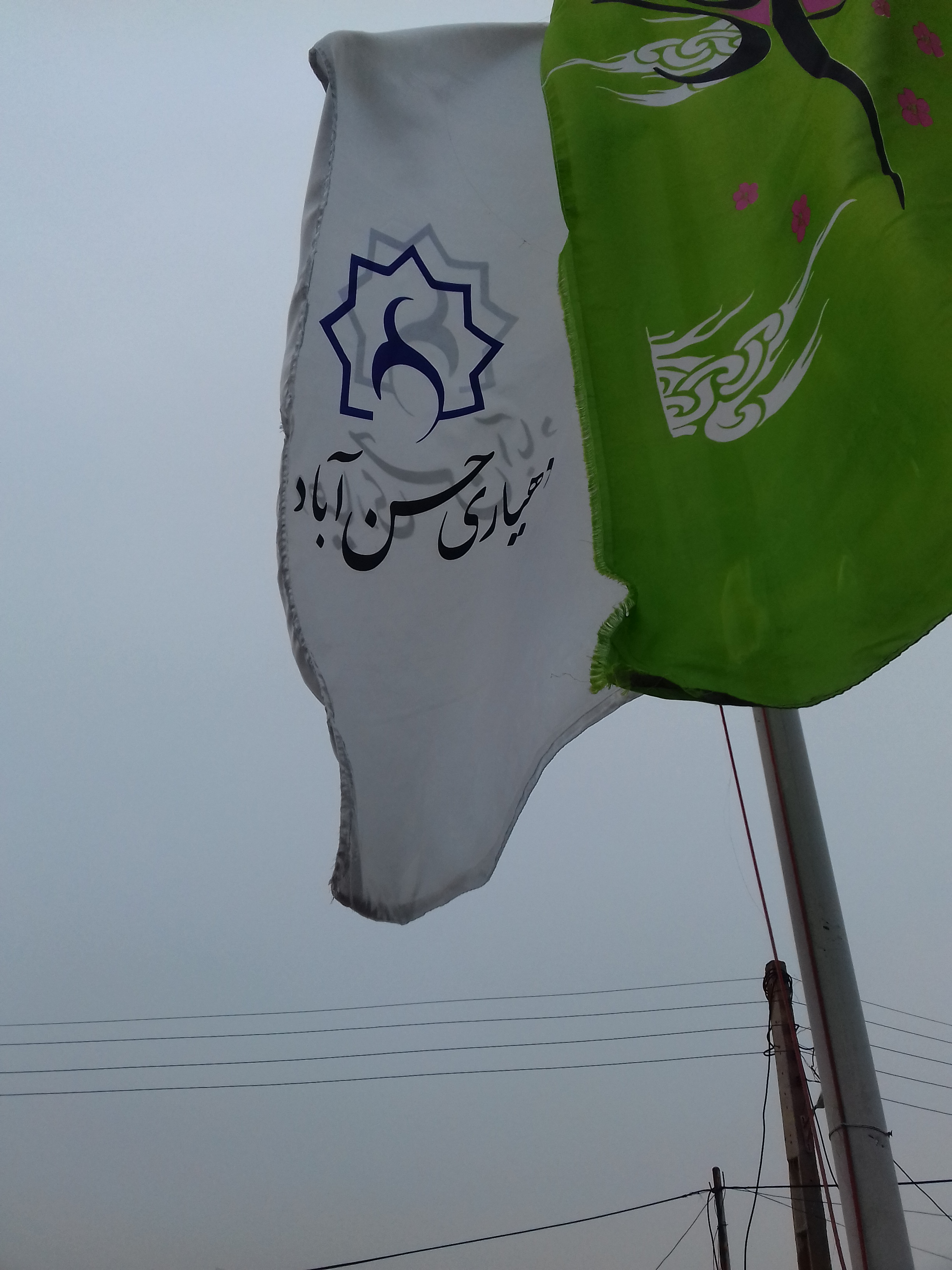
پرچم دهیاری روستا
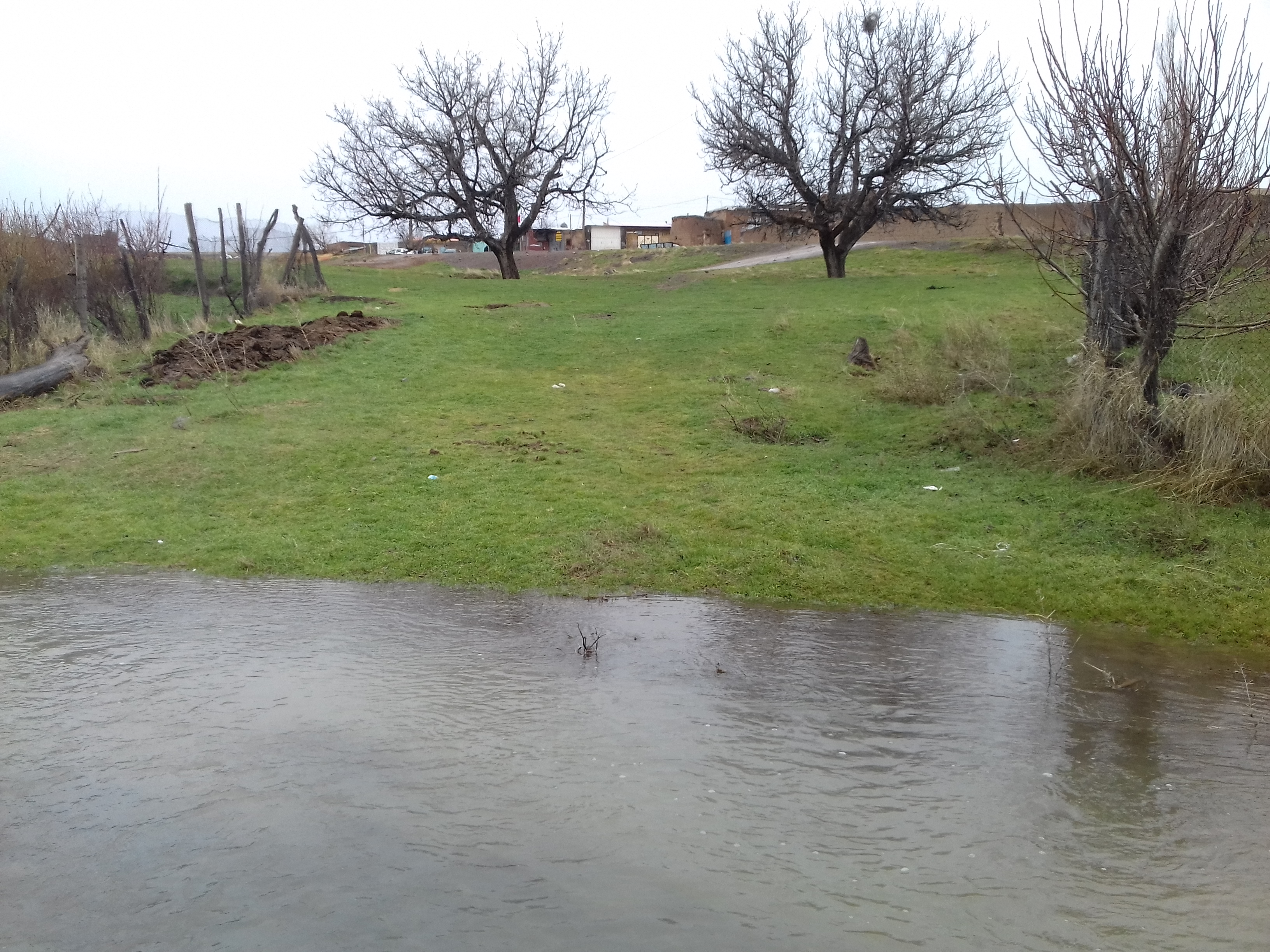
طغیان رودخانه فصلی
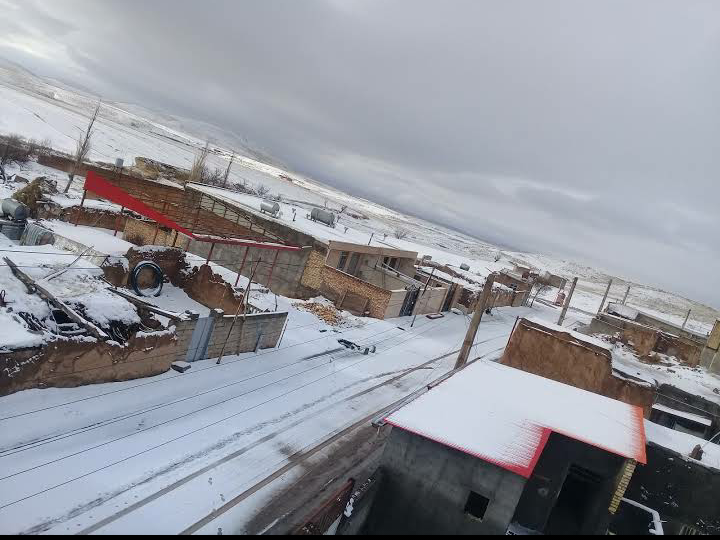
تصویر هوایی
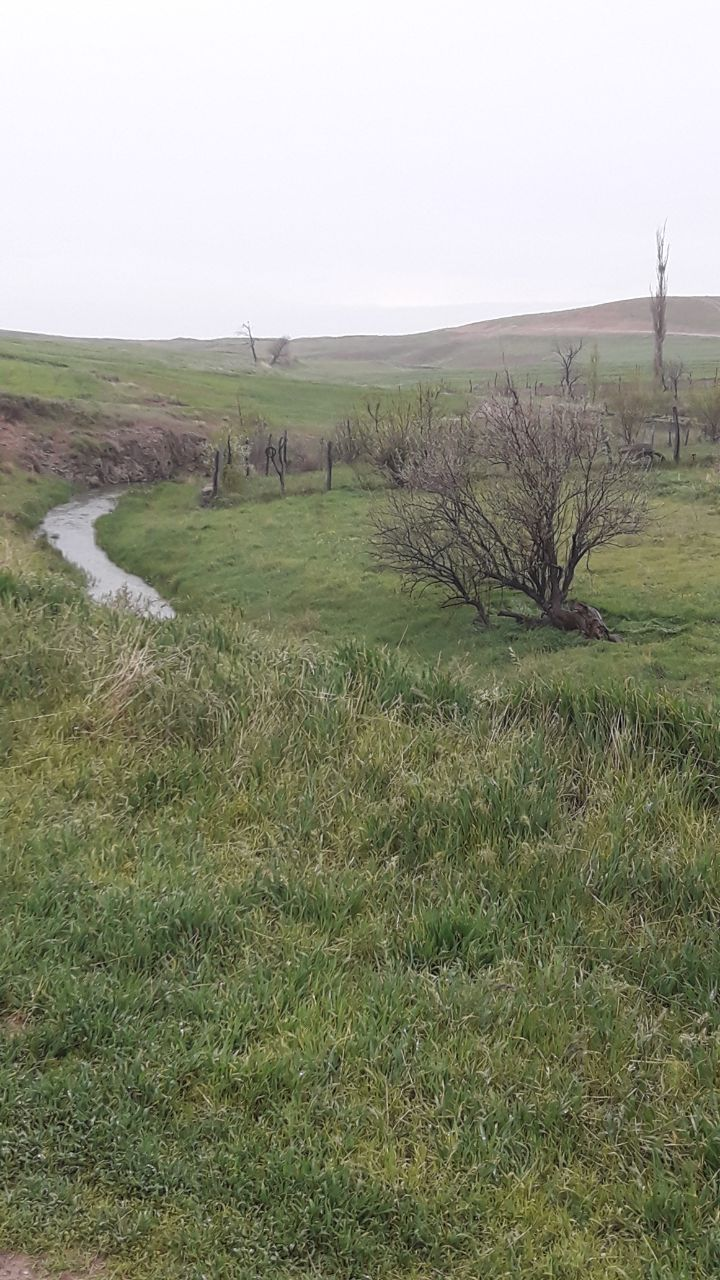
طبیعت بهاری روستا
طبیعت زمستانی

## نقشه
- لینک نقشه روستای حسن‌آباد در گوگل مپ